# Roberto Micconi
Roberto Micconi (Venise, 1940) est un organiste, compositeur, chef de chœur et chef d'orchestre italien. Il est organiste titulaire de la Basilique Saint-Marc à Venise.

## Biographie
Élève de l'organiste de Saint-Marc, Carmelo Pavan, il est diplômé du Conservatoire Benedetto Marcello à Venise pour l'orgue, la composition, le clavecin, la direction de chorale et celle d'orchestre. Il s'est perfectionné auprès de Luigi Ferdinando Tagliavini pour l'orgue, Franco Ferrara et Carlo Zecchi pour la direction et Wolfango Dalla Vecchia pour la composition.
En 1973, il a mis en musique trois poésies du célèbre poète vénitien Mario Stefani (en). En 1975 il est devenu organiste à Saint-Marc. Entre 1981 et 2000, il a été également directeur de la Cappella Marciana. À partir de 1990, il dirige l'Orchestre de chambre des jeunes de Venise.
En 2000, il reçoit du Pape Jean-Paul II l'Ordre de Saint-Sylvestre. Il a été remplacé à son poste de directeur de la Cappella Marciana par le Maestro Marco Gemmani.
En 2005, il a été appelé à inaugurer le nouvel orgue de la cathédrale catholique de Moscou.
Il enseigne l'orgue et la composition au Conservatoire de Castelfranco, puis à celui de Venise, dont il a été sous-directeur pendant trois ans et, pendant une courte période, directeur par intérim.

## Activité
Concertiste international, il a effectué de nombreux enregistrements pour la radio et la télévision. Il est souvent invité en tant que musicologue et organologue, à donner des conférences sur la musique vénitienne, en particulier aux États-Unis. Il est membre de plusieurs jurys de concours d'orgue internationaux.
Il a enregistré plusieurs CD, joués sur des orgues historiques vénitiens, et ainsi que plusieurs de ses compositions pour orgue, chœur et orchestre.

## Discographie (partielle)
- Venezianische Orgelmusik, Digital, 1983 [1]
- Organ tradition in San Marco and Venice, Rivoalto, 2005 [2]

## Honneurs
- Chevalier de l'Ordre de Saint-Sylvestre

## Source de la traduction
- (it) Cet article est partiellement ou en totalité issu de l’article de Wikipédia en italien intitulé « Roberto Micconi » (voir la liste des auteurs).